# Saint-Vaast-Dieppedalle
Saint-Vaast-Dieppedalle là một xã thuộc tỉnh Seine-Maritime trong vùng Normandie miền bắc nước Pháp.

## Dân số
| 1962                                            | 1968 | 1975 | 1982 | 1990 | 1999 | 2006 |
| ----------------------------------------------- | ---- | ---- | ---- | ---- | ---- | ---- |
| 339                                             | 395  | 335  | 332  | 336  | 323  | 341  |
| Starting in 1962: Population without duplicates |      |      |      |      |      |      |